# Les Liens de sang
Ne pas confondre avec les homonymes Les Liens du sang 
Pour plus de détails, voir Fiche technique et Distribution.
Les Liens de sang est un film policier franco-canadien réalisé par Claude Chabrol sorti en 1978.

## Synopsis
À Montréal, une jeune fille se réfugie un soir au poste de police couverte de sang et raconte une histoire de famille embrouillée.

## Fiche technique
- Titre : Les Liens de sang
- Titre anglais : Blood Relatives
- Réalisateur : Claude Chabrol
- Scénariste  : Claude Chabrol et Sydney Banks d'après le roman Adieu cousine... (Blood Relatives) d'Ed McBain
- Décors :  Anne Pritchard, Rose Marie McSherry
- Costumes : Blanche-Danielle Boileau
- Photographie : Jean Rabier
- Son : Patrick Rousseau
- Montage :  Yves Langlois
- Musique du film :  Pierre Jansen, Howard Blake
- Production : Denis Héroux, Eugène Lépicier
- Production exécutive : Julian Melzack
- Société de production :   Filmel,  Classic Film,  Cinévidéo
- Société de distribution : Société Nouvelle de Cinématographie
- Budget estimé : CAD 1 450 000
- Pays d'origine  :  France,  Canada
- Langue originale : anglais
- Format : couleur (Eastmancolor) — 35 mm — 1,85:1 — son Mono
- Genre : Policier, drame et thriller
- Durée : 100 minutes
- Date de sortie : 
  - France : 1er février 1978
- Interdiction aux moins de 12 ans à sa sortie en salles en France
- Affiche : Michel Landi (France)

## Distribution
- Donald Sutherland (VF : Sady Rebbot) : inspecteur Carella
- Aude Landry : Patricia
- Lisa Langlois : Muriel
- Laurent Malet : Andrew
- Stéphane Audran : Mme Lowery
- Walter Massey : M. Lowery
- Micheline Lanctôt : Mme Carella
- Donald Pleasence : James Doniac
- David Hemmings : Armstrong
- Guy Hoffmann : prêtre
- Victor Désy : 2e Policier
- Ian Ireland : Klinger
- Tammy Tucker : Jean Hanley
- Julie Anna : Mme Hanley
- Gregory Giannis : Louis Sully
- Victor Knight : le médecin-légiste
- Marguerite Lemir : Helen
- Penelope Bahr : l'amie des Carella
- Nini Balogh : la fille des Carella
- Tim Henry : le capitaine Mariott
- Jan Chamberlain : la grand-mère